# Peter Maivia
Fanene Leifi Pita Maivia, meglio conosciuto come "High Chief" Peter Maivia (Samoa Americane, 6 aprile 1937 – Hawaii, 12 giugno 1982), è stato un wrestler samoano americano.
È stato a capo della famosa famiglia Anoa'i. Era il nonno materno di Dwayne "The Rock" Johnson e fu anche il promotore per la National Wrestling Alliance nelle Hawaii.

## Biografia

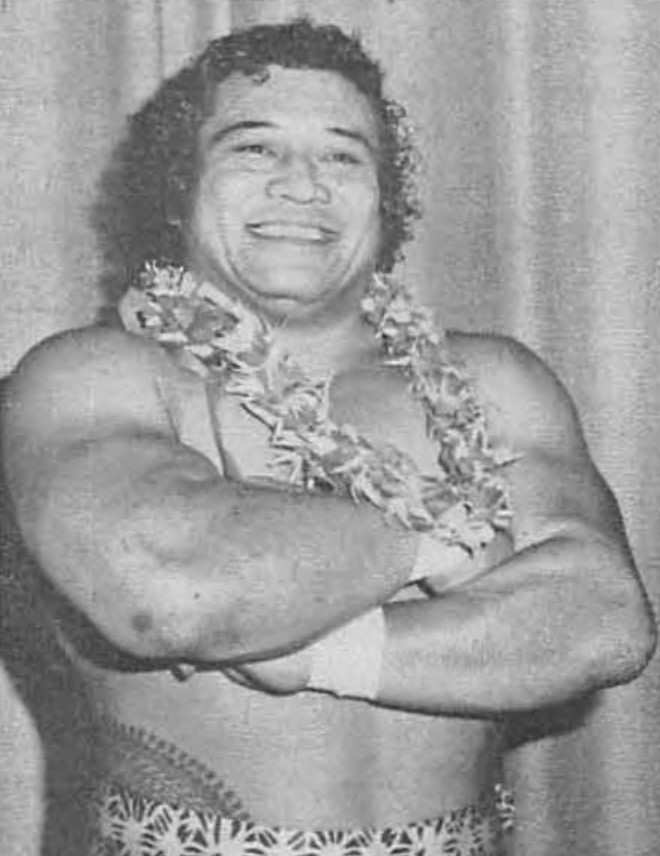
Peter Maivia nel 1979

Maivia, noto anche come l'hawaiano volante, era del lignaggio di Aliʻi Malietoa. Maivia disse che i tatuaggi tribali, che coprivano il suo addome e le gambe, erano un simbolo del suo status di alto capo. Secondo Billy Graham, essi vennero completati in tre giorni. Suo nipote Dwayne "The Rock" Johnson ha rivelato che sono stati fatti con la tradizionale strumentazione Samoa: un piccolo martello, un ago e inchiostro.
Maivia disapprovava la relazione della figlia con Rocky Johnson perché era un lottatore professionista. La coppia si sposò nonostante le obiezioni di Maivia. Suo figlio, Peter Jr, ha anche lottato nelle Hawaii e nella costa occidentale dopo il passaggio di Peter Sr., a volte sotto il nome di "Prince Peter Maivia".
Nel 2008, Maivia è stato inserito postumo nella WWE Hall of Fame da suo nipote Dwayne "The Rock" Johnson. Il premio è stato accettato a suo nome dalla figlia Ata Maivia-Johnson.
Maivia è stato considerato un "fratello di sangue" di Amituanai Anoa'i, il padre dei samoani Selvaggi Afa e Sika Anoa'i, quindi la famiglia Anoa'i considera la linea Maivia da lui in avanti come una estensione del proprio clan.
Maivia ha recitato nel quinto film di James Bond, Agente 007 - Si vive solo due volte, dove interpretava uno degli scagnozzi di Mr. Osato con cui James Bond ha una colluttazione all'interno dell'hotel di Osato, subito dopo l'uccisione di Mr. Henderson.
Nel 1981, a Maivia fu diagnosticato un cancro e morì il 12 giugno 1982.

## Personaggio

### Mosse finali
- Stump Puller (Inverted Boston crab)
- Samoan drop

### Manager
- Freddie Blassie

### Wrestler allenati
- Afa Anoa'i
- Rocky Johnson
- Billy Graham
- Peter Maivia, Jr.

## Titoli e riconoscimenti
- All Japan Pro-Wrestling
  - PWF United States Heavyweight Championship (1)
- 50th State Big Time Wrestling
  - NWA Hawaii Heavyweight Championship (1)[5]
  - NWA Hawaii Tag Team Championship (4) - con Jim Hady (1), Billy White Wolf (1), e Sam Steamboat (2)[6]
- NWA All-Star Pro Wrestling
  - NWA Australasian Heavyweight Championship (2)
  - NWA New Zealand Heavyweight Championship (1)
- NWA Big Time Wrestling
  - NWA Texas Heavyweight Championship (2)[7][8]
- NWA Hollywood Wrestling
  - NWA Americas Heavyweight Championship (1)[9]
  - NWA "Beat the Champ" Television Championship (2)
- NWA New Zealand
  - NWA New Zealand British Empire Commonwealth Heavyweight Championship (2)[10]
- NWA San Francisco
  - NWA United States Heavyweight Championship (San Francisco version) (2)[11]
  - NWA World Tag Team Championship (San Francisco version) (1) - con Ray Stevens
- Professional Wrestling Hall of Fame
  - Classe del 2016[12]
- World Wrestling Entertainment
  - WWE Hall of Fame (Classe del 2008)